# Отделение Панамы от Колумбии
Отделение Панамы от Колумбии (исп. Separación de Panamá de Colombia) — событие, произошедшее 3 ноября 1903 года вследствие Тысячедневной войны в Колумбии и вмешательства США, в результате которых было провозглашено создание Панамской республики.
После провозглашения в начале XIX века независимости от Испании Панамский перешеек вошёл в состав Республики Колумбия, после распада которой оказался в составе Республики Новая Гранада. В 1840—1841 годах там существовало самопровозглашённое Государство Перешейка.
В 1846 году Республика Новая Гранада и Соединённые Штаты Америки подписали Договор о мире, дружбе, мореплавании и торговле, в соответствии с которым Соединённые Штаты обязывались гарантировать нейтралитет Панамского перешейка и свободное передвижение по нему между Тихим и Атлантическим океанами. С 1881 года начались работы по строительству Панамского канала, повысившие важность Перешейка. В соответствии с договором 1846 года, в 1885 году США пришлось ввести на перешеек войска во время Панамского кризиса.
В 1899—1902 годах в Колумбии разразилась очередная гражданская война. Когда при посредничестве США был подписан мир, не все представители противоборствующих сторон согласились его признать. Панамский либерал Викториано Лоренсо не сложил оружия и продолжил борьбу против центрального правительства, что привело к его аресту и казни 15 мая 1903 года. 25 июля, в ответ на публикацию статей с подробным описанием протестов и казней в Панаме, редакция панамской газеты El Lápiz была взята штурмом колумбийскими военными по приказу коменданта Панамы генерала Хосе Васкесом Кобо, брата тогдашнего военного министра. Это событие сильно повлияло на доверие панамских либералов к консерваторам, находившимся у власти в Боготе, и подтолкнула их к присоединению к сепаратистскому движению.
22 января 1903 года госсекретарь США Джон Хэй и колумбийский посол Томас Эрран подписали договор, в соответствии с которым США должны были получить в аренду на 100 лет полосу шириной 6 миль поперёк Панамского перешейка. В случае отказа конгрессом Колумбии его ратифицировать, США решили поддержать сепаратистское движение в Панаме, чтобы взять под контроль район, где была первая попытка французов построить канал.
Хосе Агустин Аранго представлял Департамент Панама в Конгрессе Колумбии. Когда он понял, что конгресс, скорее всего, не ратифицирует договор Хэя-Эррана, то вернулся из Боготы в родную Панаму, и с июня 1903 года начал неформальные встречи с членами своей семьи и местными политиками, обсуждая, какие шаги могла бы предпринять Панама в случае нератификации договора. Вокруг него была сформирована подпольная Революционная хунта, чтобы спланировать революцию, направленную на закрепление отделения перешейка от Колумбии, вести прямые переговоры с Соединенными Штатами о строительстве канала.
После того, как 12 августа Конгресс Колумбии отверг договор, Революционная хунта через Мануэля Амадора наладила контакт с США. Постепенно до Боготы дошли слухи о том, что на Перешейке что-то готовится. Предполагая, что речь идёт о никарагуанском вторжении в регион Колавебора на севере Панамы, правительство мобилизовало стрелковый батальон в Барранкилье. Командир батальона получил секретный приказ о смещении губернатора Панамы Хосе Доминго де Обальдии и военного коменданта Эстебана Уэртаса, которым в Боготе больше не доверяли.
Утром 3 ноября батальон высадился в Колоне, однако его перевозка по железной дороге в город Панама всячески тормозилась заговорщиками. Когда в итоге командир батальона прибыл в Панаму, он тут же был арестован Уэртасом. Узнав о происходящем, Джон Хаббард (командир находившейся в гавани Колона американской канонерки «Нэшвилл»), согласно полученному от командования приказу, воспрепятствовал высадке правительственных войск и не дал возможности осуществить транспортировку уже высаженных, мотивируя это «нейтралитетом» железной дороги.
Воспользовавшись тем, что правительственные войска оказались блокированными в Колоне, Революционная хунта объявила вечером 3 ноября 1903 года об отделении Перешейка от Колумбии и об образовании независимой Республики Панама. Узнав о происходящем, глава Муниципального совета округа Панама Деметрио Брид собрал 4 ноября 1903 года открытое заседание Муниципального совета на городской площади, где была избрана Временная правящая хунта Панамы, состоящая из Хосе Агустина Аранго, Федерико Бойда и Томаса Ариаса.

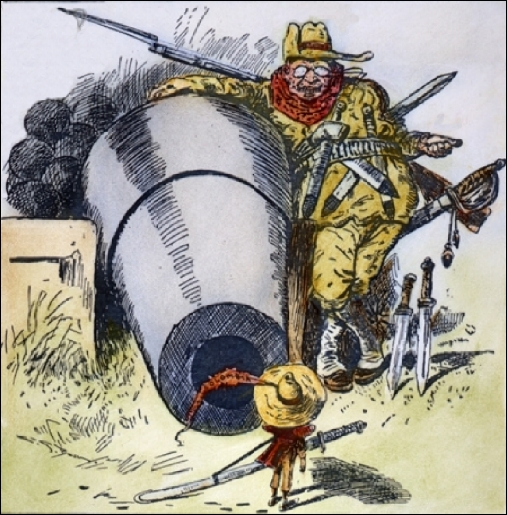
Карикатура под названием «Уходи, малышка, и не мешай мне», появившаяся в New York World в 1903 году.

США признали новое государство 13 ноября, на следующий день это сделала Франция, а до конца 1903 года это сделали ещё 15 стран. 18 ноября госсекретарь США Джон Хэй и представитель Временной правящей Хунты Филипп-Жан Бюно-Варийя подписали договор о строительстве Панамского канала.
Из-за повреждения подводного кабеля в Боготе об отделении Панамы узнали только 6 ноября от своего посла в Эквадоре. Власти Колумбии несколько раз пытались вступить в переговоры с сепаратистами, но представители Панамы отказывались вернуться под власть Боготы; Колумбия признала независимую Панаму лишь в 1921 году.
В феврале 1904 года в Панаме собрался Конституционный национальный конвент, который избрал Мануэля Амадора первым официальным президентом страны.